# Урбан, Йозеф (график)
Йозеф Урбан (нем. Joseph Urban; 26 мая 1872; Вена, Австро-Венгрия — 10 июля 1933; Нью-Йорк, США) — австрийский и американский архитектор, иллюстратор и сценограф работавший в стилях модерн и ар-деко.

## Биография
Джозеф Урбан родился 26 мая 1872 года в Вене в семье директора школы Йозефа Урбана и Элен Вебер. Архитектурное образование он получил в Венской академии изящных искусств под руководством Карла фон Хазенауэра и стал одним из основателей немецкого «Хагенбунда» в 1890 году.
В 1897 году он женился на Марии Лефлер, сестре Генриха Лефлера, с которой у него в браке было две дочери: Маргарет и Хелен.
В 1911 году — Урбан эмигрировал в США
В 1912 году стал арт-директором Бостонского оперного театра.
В 1914 году — переехал в Нью-Йорк, где стал ответственным за костюмы, и сценическое оформление спектаклей, проходящих в Метрополитен-опера.
С 1917 года — он часто был задействован в качестве сценографа в Метрополитен-опера.
В 1918 году — развелся, а в 1919 году женился во второй раз на американской танцовщице Мэри Бигл.
В 1933 году — умер от сердечного приступа. Похоронен на кладбище на севере Нью-Йорка.

## Творчество
Раннее творчество Урбана включало в себя оформление иллюстрации для детской литературы. Он стал известен во всем мире благодаря стилю рисования в технике пуантилизма, и использованию декоративных линии в своих работах.
Венский этап архитектурного творчества включает в себя постройку таких зданий как: «Ратхаускеллер» (нем. Rathauskeller) (1898 год), зал художников ресторана «Хопфнер» (нем. Hopfner), выставочный зал «Хагенбунда» (нем. Hagenbund), который был снесен в 1960-х годах и «Кайзертрибунн» (нем. Kaisertribunn) (1908 год).
Урбан был одним из создателей американского стиля ар-деко. Большая часть его архитектурных работ, в Соединенных Штатах, как и в Вене была разрушена, за исключением здании Мар-а-Лаго в Палм-Бич, здание Новой школы в Нью-Йорке и др.
Он проектировал здания по всему миру начиная от замка Эстерхази в Венгрии до театра Зигфельда в Нью-Йорке.